# Tauraco macrorhynchus
Il turaco beccogiallo, anche turaco becco giallo (Tauraco macrorhynchus Fraser, 1839) è un uccello della famiglia Musophagidae.

## Sistematica
Tauraco macrorhynchus ha due sottospecie:
- Tauraco macrorhynchus macrorhynchus
- Tauraco macrorhynchus verreauxii

## Distribuzione e habitat
Questo uccello vive nell'Africa centro-occidentale, dalla Sierra Leone fino all'Angola.